# Bucklin, Kansas
Bucklin là một thành phố thuộc quận Ford, tiểu bang Kansas, Hoa Kỳ. Năm 2010, dân số của xã này là 794 người.

## Dân số
Dân số các năm:
- Năm 2000: 725 người
- Năm 2010: 794 người